# Lóquio
O lóquio é o fluido composto por sangue, muco e tecidos do interior do útero que é liberado durante o período puerperal em um processo chamado de loquiação. 
Cedo no puerpério, a descamação da decídua e o sangramento resultam em corrimento vaginal de quantidade variável, chamado de lóquio. 
Os lóquios caracterizam-se, microscopicamente, por eritrócitos, células epiteliais, fragmentos de decídua e bactérias. 
Nos primeiros 3 dias de pós-parto, tem-se a loquiação vermelha (locchia rubra), constituída principalmente por sangue e debris trofoblásticos. Do 3º ao 10º dia, tem-se a locchia fusca, de coloração marrom-acastanhada pela degradação da hemoglobina. 
Após o 10º dia, tem-se a locchia flava (loquiação amarela), de aspecto purulento e com odor semelhante a queijo; sendo que em condições patológicas (infecções) pode adquirir odor putrefato desagradável. A partir do 21º dia, tem-se a locchia alba (loquiação branca), de aspecto pouco mais fluido que clara de ovo, e consiste na esfoliação normal do endométrio. 
Se houver persistência de coloração avermelhada depois de duas semanas deve-se considerar a possibilidade de persistência de restos ovulares e/ou subinvolução do sítio de implantação da placenta. O odor fétido pode estar relacionado à infecção puerperal ou à vaginose bacteriana (provocada, dentre outras, pela bactéria Gardnerella vaginalis).